# Новообинцевский сельсовет
Новообинцевский сельсовет — муниципальное образование со статусом сельского поселения и административно-территориальное образование в Шелаболихинском районе Алтайского края России. Административный центр — село Новообинцево.

## Население
| 1997  | 1998  | 1999  | 2000  | 2001  | 2002  |
| ----- | ----- | ----- | ----- | ----- | ----- |
| 1045  | ↗1116 | ↗1137 | ↗1143 | ↘1127 | ↗1147 |
| 2003  | 2004  | 2005  | 2006  | 2007  | 2008  |
| ↘1105 | ↘1072 | ↗1078 | ↗1085 | ↘1083 | ↘1074 |
| 2009  | 2010  | 2011  | 2012  | 2013  | 2014  |
| ↘1048 | ↘956  | ↘952  | ↗954  | ↗960  | ↘939  |
| 2015  | 2016  | 2017  | 2018  | 2019  | 2020  |
| ↘931  | ↘909  | ↘906  | ↘900  | ↗909  | ↗912  |
| 2021  |       |       |       |       |       |
| ↗918  |       |       |       |       |       |

По результатам Всероссийской переписи населения 2010 года, численность населения муниципального образования составила 956 человек, в том числе 450 мужчин и 506 женщин. Оценка Росстата на 1 января 2012 года — 954 человека.

## Населённые пункты
В состав сельского поселения входит 2 населённых пункта:
- село Малиновка,
- село Новообинцево.

Старообинцево — упразднённое село, исключено из учётных данных в  1985 году.